# María Wonenburger
María Josefa Wonenburger Planells (Montrove, Oleiros, 19 de juliol de 1927 - la Corunya, 14 de juny de 2014) va ser una matemàtica gallega, investigadora als Estats Units i al Canadà.

## Formació
Descendent per part de pare d'un rebesavi alsacià, i valenciana per línia materna, va realitzar els primers estudis a la Corunya, a l'Institut Eusebio da Guarda. Malgrat la voluntat de la família perquè estudiés enginyeria i mantenir el negoci familiar d'una fosa a la Corunya, va obtenir una llicenciatura en matemàtica, a la Universitat Central de Madrid, el 1950, on va tenir com a professor el físic aragonès Julio Palacios, mentre estigué hostatjada a la Residencia de Señoritas. Allà també es va doctorar amb una tesi dirigida per Germán Ancochea i Tomás Rodríguez Bachiller.

## Amèrica
El 1953 va rebre una de les primeres beques Fulbright, la qual cosa li va permetre estudiar a la Universitat Yale, als Estats Units. La seva tesi doctoral sobre teoria de grups va ser dirigida per l'algebrista Nathan Jacobson. La va acabar el 1957 i el seu títol va ser On the group of similituds and its projective group (Sobre el grup de semblances i el seu grup projectiu). De tornada a Espanya, va treballar com a investigadora en el Consell Superior d'Investigacions Científiques (CSIC) durant tres anys. El 1960 torna a l'estranger, després de rebre una beca post-doctoral de la Universitat de Toronto, a (Ontario, Canadà). Allà hi va dirigir la tesi doctoral de Robert Moody, que després va treballar en la teoria que va passar a conèixer-se com la teoria d'àlgebres de Kac-Moody, i que va tenir Wonenburger com a inspiradora.
El 1966 es va traslladar als Estats Units, a la Universitat de Buffalo, i a l'any següent, el 1967, va aconseguir una plaça definitiva com a professora a la Universitat d'Indiana, on va romandre fins al 1983. Per malaltia de la seva mare va tornar a La Corunya el 1983, i va romandre apartada del món acadèmic, excepte alguna col·laboració esporàdica amb institucions com AGAPEMA.

## Obra
La recerca de María Wonenburger es va centrar principalment en la teoria de grups i en la teoria d'àlgebra de Lie. Va estudiar el grup ortogonal i el seu corresponent grup projectiu. També els automorfismes dels grups de semblances inspirant-se en treballs anteriors de Jean Dieudonné, i aplicant-los als espais vectorials de més de cinc dimensions.
També va treballar amb grups de semblances en l'àlgebra de Clifford, però sobretot va ser coneguda pels seus desenvolupaments en àlgebra de Lie. Posteriorment va centrar la seva recerca en la classificació dels grups finits i les matrius de Cartan. Va dirigir vuit tesis doctorals i entre els seus deixebles hi figuren Robert Moody, Stephen Berman, Bette Warren, Edward George Gibson i Richard Lawrence Marcuson.

## Premis i reconeixements
A més de ser admesa com a sòcia d'honor de la Reial Societat Matemàtica Espanyola (2007) i rebre el doctorat honoris causa de la Universitat de la Corunya (2010), el 2007 la Unitat Dona i Ciència de la Xunta de Galicia va crear el "Premi María Wonenburger" per reconèixer aquelles dones gallegues amb trajectòries notables en l'àmbit de la ciència i la tecnologia. (2007)
El 2011 s'instal·là un monòlit al Passeig de les Ciències del parc de Santa Margarita, la Corunya (2007)
El 2011 el Consello da Cultura Galega va organitzar unes jornades en el seu honor
L'any 2012 l'ajuntament de la seva vila natal (Oleiros) va donar el nom de María Wonenburger a un parc de 10.000 metres quadrats (2007).